# Aeroportul Ulanqab
Aeroportul Ulanqab (IATA: UCB, ICAO: ZBUC) este un aeroport din Malianqu⁠(d), Jining District⁠(d), Ulanqab⁠(d), Mongolia Interioară, Republica Populară Chineză ce deservește zona Ulanqab⁠(d). Aeroportul a fost tranzitat în 2022 de 39.172 de pasageri. A fost deschis în 25 aprilie 2016 și numit după zona deservită.
aeroportul dispune de o singură pistă.